# Аржи (Ендр)
Аржи (фр. Argy) насеље је и општина у централној Француској у региону Центар (регион), у департману Ендр која припада префектури Шаторо.
По подацима из 2011. године у општини је живело 621 становника, а густина насељености је износила 15,97 становника/km². Општина се простире на површини од 38,89 km². Налази се на средњој надморској висини од 119 метара (максималној 182 m, а минималној 106 m).

## Демографија
| 1962. | 1968. | 1975. | 1982. | 1990. | 1999. | 2011. |
| ----- | ----- | ----- | ----- | ----- | ----- | ----- |
| 797   | 912   | 796   | 687   | 663   | 614   | 621   |

График промене броја становника у току последњих година